# Verónica Cepede Royg
Verónica Cepede Royg (* 21. Januar 1992 in Asunción) ist eine ehemalige paraguayische Tennisspielerin.

## Karriere
Cepede Royg, die laut ITF-Profil Sandplätze bevorzugt, begann im Alter von fünf Jahren mit dem Tennisspielen. Sie gewann bereits 14 Einzel- und 20 Doppeltitel auf dem ITF Women’s Circuit.
Von der ITF erhielt sie jeweils einen der beiden Quotenplätze für die Olympischen Sommerspiele in London und Rio de Janeiro.
Royg stand 2015 erstmals im Hauptfeld eines Grand-Slam-Turniers. Sie schaffte die Qualifikation für die French Open. In der ersten Runde unterlag sie dann Virginie Razzano in drei Sätzen.
Bei den Panamerikanischen Spielen 2019 in Lima gewann sie eine Silbermedaille im Doppel und eine Bronzemedaille im Einzel.
Während der Eröffnungsfeier der Olympischen Sommerspiele 2020 war sie gemeinsam mit dem Golfspieler Fabizio Zanotti die Fahnenträgerin ihrer Nation.
Für die paraguayische Fed-Cup-Mannschaft hat sie seit 2006 bereits 81 Partien bestritten, von denen sie 56 gewinnen konnte.

## Turniersiege

### Einzel
| Nr. | Datum             | Turnier          | Kategorie   | Belag     | Finalgegnerinnen   | Ergebnis       |
| --- | ----------------- | ---------------- | ----------- | --------- | ------------------ | -------------- |
| 1.  | 18. Oktober 2009  | Bauru            | ITF $10.000 | Sand      | Vivian Segnini     | 6:0, 6:3       |
| 2.  | 25. Oktober 2009  | Santa Cruz       | ITF $10.000 | Sand      | Vivian Segnini     | 6:2, 6:2       |
| 3.  | 6. Dezember 2009  | La Serena        | ITF $10.000 | Sand      | Barbara Rush       | 6:1, 6:4       |
| 4.  | 21. November 2010 | Asunción         | ITF $10.000 | Sand      | Tatiana Búa        | 6:2, 6:2       |
| 5.  | 12. Dezember 2010 | Talca            | ITF $10.000 | Sand      | Camila Silva       | 7:62, 3:6, 6:3 |
| 6.  | 20. Februar 2011  | Buenos Aires     | ITF $10.000 | Sand      | Nathalia Rossi     | 4:1 Aufgabe    |
| 7.  | 15. Mai 2011      | Encarnación      | ITF $10.000 | Sand      | Ornella Caron      | 6:2, 6:2       |
| 8.  | 31. Juli 2011     | Campos do Jordão | ITF $25.000 | Hartplatz | Adriana Pérez      | 7:64, 7:5      |
| 9.  | 18. Dezember 2011 | Santiago         | ITF $25.000 | Sand      | Mailen Auroux      | 6:0, 1:6, 6:3  |
| 10. | 10. November 2012 | Asunción         | ITF $25.000 | Sand      | Ioana Raluca Olaru | 5:7, 7:67, 6:2 |
| 11. | 2. November 2013  | Caracas          | ITF $25.000 | Hartplatz | Laura Pigossi      | 6:2, 6:2       |
| 12. | 14. Dezember 2013 | Santiago         | ITF $25.000 | Sand      | María Irigoyen     | 6:3, 6:4       |
| 13. | 6. April 2014     | Medellín         | ITF $50.000 | Sand      | Irina-Camelia Begu | 6:4, 4:6, 6:4  |
| 14. | 5. Dezember 2015  | Santiago         | ITF $25.000 | Sand      | Anne Schäfer       | 6:0, 2:6, 7:5  |

### Doppel
| Nr. | Datum              | Turnier               | Kategorie         | Belag             | Partnerin         | Finalgegnerinnen                            | Ergebnis         |
| --- | ------------------ | --------------------- | ----------------- | ----------------- | ----------------- | ------------------------------------------- | ---------------- |
| 1.  | 5. Dezember 2009   | La Serena             | ITF $10.000       | Sand              | Fernanda Brito    | Andrea Koch Benvenuto Giannina Minieri      | 4:6, 6:0, [10:6] |
| 2.  | 23. Oktober 2010   | Santa Maria           | ITF $10.000       | Sand              | Vivian Segnini    | Natasha Lotuffo Roxane Vaisemberg           | ohne Spiel       |
| 3.  | 13. November 2010  | Asunción              | ITF $10.000       | Sand              | Vanesa Furlanetto | Luciana Sarmenti Carolina Zeballos          | 6:0, 6:3         |
| 4.  | 20. November 2010  | Asunción              | ITF $10.000       | Sand              | Vanesa Furlanetto | Lucía Jara-Lozano Luciana Sarmenti          | 6:2, 2:6, [10:3] |
| 5.  | 4. Dezember 2010   | Santiago de Chile     | ITF $10.000       | Sand              | Luciana Sarmenti  | Barbara Rush Camila Silva                   | 6:1, 6:3         |
| 6.  | 11. Dezember 2010  | Talca                 | ITF $10.000       | Sand              | Luciana Sarmenti  | Flavia Guimaraes Bueno Belén Ludueña        | 6:3, 6:1         |
| 7.  | 12. Februar 2011   | Buenos Aires          | ITF $10.000       | Sand              | Luciana Sarmenti  | Fernanda Brito Catalina Pella               | 6:0, 6:3         |
| 8.  | 19. Februar 2011   | Buenos Aires          | ITF $10.000       | Sand              | Luciana Sarmenti  | Andrea Benítez Tatiana Búa                  | 5:7, 6:3, [10:7] |
| 9.  | 23. April 2011     | Córdoba               | ITF $10.000       | Sand              | Luciana Sarmenti  | Sofía Luini Aranza Salut                    | 6:2, 6:0         |
| 10. | 14. Mai 2011       | Encarnación           | ITF $10.000       | Sand              | Luciana Sarmenti  | Ornella Carón Jordana Luján                 | 6:3, 6:2         |
| 11. | 25. Juni 2011      | Rom                   | ITF $25.000       | Sand              | Paula Ormaechea   | Marina Shamayko Sofia Shapatava             | 7:5, 6:4         |
| 12. | 3. Juli 2011       | Denain                | ITF $25.000       | Sand              | Teliana Pereira   | Céline Ghesquière Elixane Lechemia          | 6:1, 6:1         |
| 13. | 7. Juli 2013       | São José do Rio Preto | ITF $25.000       | Sand              | Adriana Pérez     | María Fernanda Álvarez Terán Mailen Auroux  | 4:6, 6:4, [11:9] |
| 14. | 14. Juli 2013      | Campinas              | ITF $25.000       | Sand              | Adriana Pérez     | Florencia Molinero Carolina Zeballos        | 6:0, 6:1         |
| 15. | 3. November 2013   | Caracas               | ITF $25.000       | Hartplatz         | Adriana Pérez     | Florencia Molinero Laura Pigossi            | 6:3, 6:3         |
| 16. | 14. Dezember 2013  | Santiago de Chile     | ITF $25.000       | Sand              | María Irigoyen    | Cecilia Costa Melgar Daniela Seguel         | 2:6, 6:4, [10:5] |
| 17. | 17. Mai 2014       | Saint-Gaudens         | ITF $50.000       | Sand              | María Irigoyen    | Sharon Fichman Johanna Konta                | 7:5, 6:3         |
| 18. | 30. Mai 2014       | Grado                 | ITF $25.000       | Sand              | Stephanie Vogt    | Lara Arruabarrena Vecino Florencia Molinero | 6:4, 6:2         |
| 19. | 27. September 2014 | Las Vegas             | ITF $50.000       | Hartplatz         | María Irigoyen    | Asia Muhammad Maria Sanchez                 | 6:3, 5:7, [11:9] |
| 20. | 1. November 2014   | New Braunfels         | ITF $50.000       | Hartplatz         | Mariana Duque     | Alexa Glatch Bernarda Pera                  | 6:0, 6:3         |
| 21. | 27. November 2015  | Carlsbad              | WTA Challenger    | Hartplatz (Halle) | Gabriela Cé       | Oksana Kalaschnikowa Tatjana Maria          | 1:6, 6:4, [10:8] |
| 22. | 20. Februar 2016   | Rio de Janeiro        | WTA International | Sand              | María Irigoyen    | Tara Moore Conny Perrin                     | 6:1, 7:65        |

## Abschneiden bei Grand-Slam-Turnieren

### Dameneinzel
| Turnier         | 2012 | 2013 | 2014 | 2015 | 2016 | 2017 | 2018 | 2019 | 2020 | 2021 | 2022 | Karriere |
| --------------- | ---- | ---- | ---- | ---- | ---- | ---- | ---- | ---- | ---- | ---- | ---- | -------- |
| Australian Open | —    | —    | —    | Q1   | Q1   | —    | 1    | Q1   | Q1   | Q2   | Q1   | 1        |
| French Open     | Q3   | Q1   | Q1   | 1    | 2    | AF   | 1    | Q1   | —    | Q2   | Q2   | AF       |
| Wimbledon       | Q1   | Q1   | Q3   | Q3   | Q1   | 1    | 1    | Q1   |      | Q1   | Q1   | 1        |
| US Open         | Q3   | Q1   | Q3   | Q1   | Q1   | 1    | Q1   | Q2   | —    | Q1   | —    | 1        |

Zeichenerklärung: S = Turniersieg; F, HF, VF, AF = Einzug ins Finale / Halbfinale / Viertelfinale / Achtelfinale; 1, 2, 3 = Ausscheiden in der 1. / 2. / 3. Hauptrunde; Q1, Q2, Q3 = Ausscheiden in der 1. / 2. / 3. Qualifikationsrunde; nicht ausgetragen

### Juniorinneneinzel
| Turnier         | 2008 | 2009 | 2010 | Karriere |
| --------------- | ---- | ---- | ---- | -------- |
| Australian Open | —    | —    | —    | —        |
| French Open     | —    | 2    | 2    | 2        |
| Wimbledon       | —    | 1    | 1    | 1        |
| US Open         | 2    | 1    | AF   | AF       |

### Juniorinnendoppel
| Turnier         | 2009 | 2010 | Karriere |
| --------------- | ---- | ---- | -------- |
| Australian Open | —    | —    | —        |
| French Open     | AF   | VF   | VF       |
| Wimbledon       | 1    | HF   | HF       |
| US Open         | —    | AF   | AF       |